# Beerse
Beerse est une commune néerlandophone de Belgique située en Région flamande dans la province d'Anvers. La commune appartient au canton électoral de Turnhout (nl) et au canton judiciaire de Hoogstraten (nl).
La commune est composée de Beerse elle-même ainsi que de Vlimmeren. L'entreprise pharmaceutique Janssen Pharmaceutica, fondée par le Dr Paul Janssen, a ses quartiers généraux à Beerse.

## Géographie

### Sections de la commune
| # | Section   | Superf. (km²) | Habitants (2020) | Habitants par km² | Code INS |
| - | --------- | ------------- | ---------------- | ----------------- | -------- |
| 1 | Beerse    | 27,88         | 15.064           | 540               | 13004A   |
| 2 | Vlimmeren | 9,47          | 3.059            | 323               | 13004B   |

### Communes limitrophes
|                    | Merksplas |                     |
| Malle, Rijkevorsel | Beerse    | Turnhout, Vosselaar |
|                    | Lille     |                     |

## Toponymie
Le nom Beerse n'a rien à voir avec Beer, désignant l'ours, l'animal, en flamand, mais viendrait de « Berse » ou « Barse», mots qui signifient landes couvertes de chaume. Parfois, les gens font également référence à baer, qui signifie « nu, ouvert, sans couverture ». Beerse signifie en fait landes nues.

## Héraldique
|  | La commune possède des armoiries qui lui ont été octroyées le 31 décembre 1926 et à nouveau le 30 avril 1992. L'explication des armoiries n'a pas été trouvée. Blasonnement : D'azur à la fasce contre-bretessée d'or accompagnée de trois étoiles à huit rais du même. L'écu soutenu par deux ours d'or, armés et lampassé de gueules, et placé devant une épée (d'argent) garnie d'or. Source du blasonnement : Heraldy of the World. |

## Économie

### Industries
Plusieurs entreprises sont situées à Beerse, dont les plus importantes sont :
- Janssen Pharmaceutica (pharmaceutique)
- Metallo-Chimique (métallurgie)
- Wienerberger Beerse (briques)
- Glacio (glaces)
- Aurora productions (papier et plastiques)

## Démographie

### Évolution démographique: Avant la fusion des communes
- Sources : INS, Rem. : 1831 jusqu'en 1970 = recensements, 1976 = nombre d'habitants au 31 décembre[3].

### Évolution démographique: Commune fusionnée
Graphe de l'évolution de la population de la commune.
- Source : DGS - Remarque: 1806 jusqu'à 1981=recensement; depuis 1990=nombre d'habitants chaque 1er janvier[4]

## Population et société

### Habitants célèbres
Personnes célèbres qui viennent de Beerse et/ou qui habitent actuellement à Beerse :
- Stef Aerts, acteur ;
- Wout Bru, chef cuisinier ;
- Truus Druyts, actrice et présentatrice ;
- Peter Evrard, chanteur ;
- Paul Janssen, pharmacologue et fondateur de Janssen Pharmaceutica ;
- Lies Lefever, humoriste/cabaretière ;
- Mies Meulders, présentatrice ;
- Jan Vaerten (1909-1980), peintre ;
- Stijn Van Opstal, acteur ;
- René Verheyen, joueur de football ;
- Patrick Vervoort, joueur de football.